# Max Carl
Max Carl Gronenthal (29 de enero de 1950 en Humphrey, Nebraska) es un cantante de rock estadounidense, teclista, guitarrista y cantautor. Fue el antiguo líder de la banda Grand Funk Railroad y durante varios años teclista del grupo 38 Special en donde compuso la canción Second Chance.[cita requerida]

## Primeros años
Carl nació el 29 de enero de 1950 en Humphrey (Nebraska) y se crio en Nebraska en donde estudió en el instituto en el que se graduó en 1968. Entre 1968 y 1969 tuvo un rol significativo como miembro de la banda local New Breed Blues Band en donde empezó a tener interés por el R&B. En la banda empezó como saxofonista y más tarde sería vocalista y teclista. Sin embargo, en 1969 abandonó el grupo para unirse a Chancellors.

## Desarrollando habilidades musicales
Durante los años 70 Carl hizo giras con numerosos grupos por la región del Medio Oeste hasta 1976 cuando se tomó un descanso para estudiar piano y refinar sus habilidades compositoras en Oklahoma. Con frecuencia ha actuado con su compañero Tommy Bolin en varios grupos de jazz/rock. A finales de los 70, Carl ganó notoriedad al interpretar singles de cantantes como Rod Stewart y Dusty Springfield.
Durante aquel tiempo, Carl decidió ponerse a grabar un álbum como solista. Su álbum debut: Whistlin' in the Dark se publicó en 1979 bajo el pseudónimo de Max Gronenthal. En 1980 publicaría otro trabajo.

## Carrera profesional
En los años 80, Carl se vio inmerso en varias sesiones de trabajo como cantante y/0 músico en álbumes de artistas como Elton John, Dan Fogelberg, Bonnie Raitt, Don Henley, Glenn Frey, Timothy B. Schmit, Bette Midler y Kenny Loggins. En 1982 formó una banda de covers de R&B llamada Jack Mack and the Heart Attack. Este proyecto también incorporaba algunas piezas originales del cantautor en su repertorio entre las que se incluye Cardiac Party.
Aparte de actuar, también compuso temas centrales en diversas películas como Loca academia de policía, Grandview, U.S.A. Y Doin' Time. En 1986 compondría Come and Follow Me, canción interpretada a dúo con Marcy Levy durante los créditos finales de Cortocircuito.
En 1985, Carl abandonó Jack Mack and the Heart Attack para grabar su tercer álbum en solitario. A diferencia de los dos primeros, The Circle estuvo a nombre de Max Carl. Una de las pistas incluían el tema central de la película Weird Science. En el mismo año, su antigua banda 38 Special le invitó a que volviera a unirse, petición que aceptó.
De nuevo en su antigua banda comenzó a ensayar con frecuencia y por 1988 fusionó estilos del rock sureño. Ese mismo año, el grupo publicaría Rock & Roll Strategy, la cual incluía un tema de Cal Curtis remasterizado en Second Chance junto con Carl como vocalista. El sencillo alcanzó en 1989 el número uno de las listas. Carl permaneció en el grupo hasta los años 1990, pero la dejó tras la publicación del álbum Bone Against Steel de 1991.
Más tarde se trasladaría a Nashville donde continuó componiendo para artistas como Joe Cocker, Bad Company, Richard Marx y Charlie Daniels. A finales de los 90 se fascinó con una familia de músicos locales con los que empezaría a actuar bajo el nombre de Max Carl and the Big Dance. Tal experiencia culminó en la publicación en 1998 de One Planet - One Groove. En el álbum se encuentran varias composiciones originales fusionadas con "funk sureño y sonidos del Mississippi" al igual que covers de múltiples hits de los 60.

## Discografía

### Como "Max Gronenthal"
- Whistlin' in the Dark (1979)
- Max (1980)

### Como "Max Carl"
- The Circle (1985)

### Max Carl and the Big Dance
- One Planet – One Groove (1998)